# Jan Nyssen
Jan Nyssen (Sint-Martens-Voeren, 2 augustus 1957) is een Belgisch fysisch geograaf en emeritus hoogleraar. Hij is sinds 2007 werkzaam aan de vakgroep Geografie van de Universiteit Gent.

## Biografie
Nyssen begon zijn loopbaan in 1977 als postbode in Luik.
Vanaf 1991 volgde hij een opleiding Geografie aan de Universiteit van Luik; hij behaalde er het diploma van licentiaat in de Geografie in 1995, met een proefschrift over bodemerosie in Ethiopië. Van 1998 tot 2001 deed hij doctoraatsonderzoek aan de KU Leuven over de rol van menselijke en natuurlijke processen bij landdegradatie in het Ethiopische hoogland. Promotoren waren professoren Jean Poesen, Seppe Deckers (beiden KU Leuven), Jan Moeyersons (Africamuseum) en Mitiku Haile (Mekelle University in Ethiopië). Nyssen werkte meerdere jaren in projecten van universitaire ontwikkelingssamenwerking in Ethiopië.
Sinds 2007 is hij docent bij de vakgroep Geografie van de Universiteit Gent. In 2014 werd hij benoemd tot hoogleraar en in 2022 tot gewoon hoogleraar. Aan de UGent is Nyssen titularis van de vakken Geomorfologie, Hydrologie, Microklimatologie en Regionale Geomorfologie bij de opleidingen Geografie en Physical Land Resources. Van 2017 tot 2021 zat hij tevens de Belgische Vereniging van Geomorfologen voor en van 2019 tot 2020 was hij hoofdredacteur van het vaktijdschrift Land Degradation and Development.

## Onderzoek
Zijn onderzoek draagt bij tot het identificeren en begroten van veranderingen in het gekoppeld systeem 'mens-milieu', met focus op hellingsprocessen, hydrogeomorfologie, landdegradatie en bodembewaring. Zijn kernactiviteiten spelen zich af in Ethiopië.

### Bodemerosie in het Ethiopische hoogland
Nyssen kwam tot de bevinding dat de hoge graad van bodemerosie in de Ethiopische hooglanden veroorzaakt wordt door een combinatie van erosieve regenval, steile hellingen (ten gevolge van snelle tektonische opheffing tijdens het Plioceen en Pleistoceen), de impact van ontbossing, overbegrazing, landbouwkundige systemen waarin open velden domineren, verarming van de boeren en het stagneren van landbouwkundige technieken. Hij bestudeerde verder in de Ethiopische hooglanden hoe het grote aantal installaties voor bodem- en waterbehoud leidde tot een kentering.
Door gebruik te maken van herhaalfotografie kon Nyssen veranderingen in het Ethiopische landschap in verband brengen met landdegradatie.

### Graften en beverdammen
Ook Nyssens onderzoek in België gaat over de gevolgen van menselijke activiteiten op geomorfologische processen: de herintroductie van bevers, de storthopen van mijnbouw en de eeuwenoude landbouw in zijn geboortestreek (het Land van Herve) die leidde tot het voorkomen van cultuurterrassen of graften naar analogie met wat heden nog gebeurt in Ethiopië.
De beverdammen trokken speciaal zijn aandacht omdat ze bijdragen tot het bewaren van water in de bovenloop van de rivieren. Zo analyseerde hij het effect van beverdammen op het debiet van de Ruisseau de Chevral, een riviertje dat onderdeel is van het Ourthebekken. Het onderzoek bevestigde dat zulke dammen een matigend effect op de stroming van het riviertje hebben, in zoverre dat er stroomafwaarts veel lagere debietpieken worden geregistreerd dan vóór de aanwezigheid van de beverpopulatie. Het tijdsverloop tussen overstromingen in het Ourthebekken is ook groter geworden, omdat er meer uniformiteit is in het doorstromende watervolume. Dat tijdsverloop steeg van 3,4 tot liefst 5,6 jaar.

## Maatschappelijk engagement
Nyssens interesse in de geografie "werd vooral ingegeven door de wil om bij te dragen aan het oplossen van de wereldwijde ongelijke ontwikkeling". Nyssen onderzoekt landdegradatie en -herstel en zet zich in voor herbebossing. Nyssen plaatst de problematiek van opwarming van de Aarde in een maatschappelijke context: "Ik zie veel onnodig energieverbruik dat door de overheid wordt gestimuleerd (belastingvrije bedrijfswagens, subsidies voor brandstof, of uitbreidingsplannen voor luchthavens). Tot slot krijgt men het gevoel dat het ‘Big Oil’-lobby zo sterk is, kunnen we überhaupt invloed hebben? (…) De samenleving moet overschakelen van groei op basis van fossiele brandstoffen naar groene krimp, wat mogelijk is als de economie de hebzucht van bedrijven niet in stand hoeft te houden." In Ethiopië ondersteunt Nyssen verder de bevolking van de dorpen waar hij meerdere weken per jaar verblijft, onder meer door projecten voor water en sanitatie en koolstofopslag in de bodem. Dit resulteerde ook in een boek in de Tigrinya-taal.
Toen de oorlog in Tigray uitbrak in 2020, zette Nyssen zich in voor wapenstilstand en voedselhulp. Gedurende de oorlog kloeg hij de uithongering van de burgerbevolking aan en ander extreem lijden, waaronder massamoorden in Hagere Selam door het Ethiopische en Eritrese leger.
In België zet Nyssen zich in voor de buurtwegen in de streek van Vottem, Herstal en Luik.

## Bibliografie

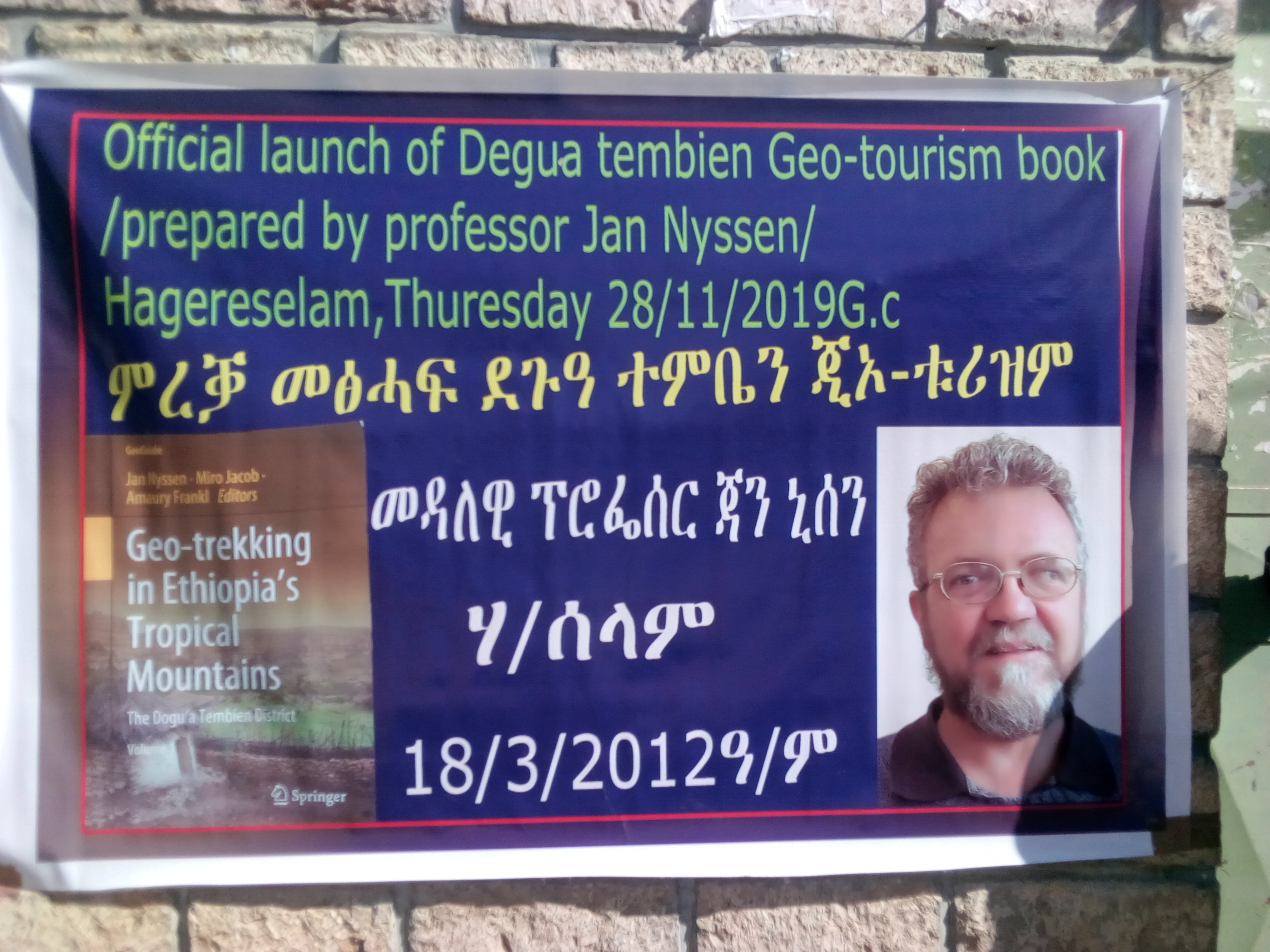
Aankondiging van Nyssens boek in Ethiopië